# الشرق (فلم)
الشرق (بالإنجليزية: The East) هو فيلم إثارة أمريكي 2013 من إخراج زال باتمانجليج وبطولة بريت مارلنج والكسندر سكارسجارد وإلين بيج. وكتابة باتمانجليج ومارلنج. اللذان مارسا التسول في الشوارع وكاتبا السيناريو بنائاً على تلك التجربة إضافة إلى الألهام من أفلام الإثارة مثل مايكل كلايتون وهوية بورن. أستغرق تصوير الفيلم شهرين في شريفبورت، لويزيانا عند نهاية 2011. عرض الفيلم لأول مرة في 20 يناير، 2013، خلال مهرجان سندانس السينمائي 2013. وصدر في دور السينما في 31 مايو، 2013.
حتى الآن، الفيلم حاصل على نسبة 80% من المراجعات إيجابية على موقع الطماطم الفاسدة مع متوسط تقييم 10/8.1، بنائاً على 16 مراجعات.

## ملخص
ساره موس عميلة سابقة في FBI، تعمل كجاسوسة في شركة استخبارات خاصة تحمي مصالح عملائها من الطبقة الراقية بلا رحمة، تجد أن أولوياتها تتغير بشكل نهائي بعد أن يوكل إليها مهمة التجسس على مجموعة فوضوية تدعى «الشرق» مشهورة بتنفيذ هجمات سرية على الشركات الكبرى، حيث يكون عليها التسلل بداخلها لكشف أفرادها، فتعيش بين أعضاء هذه الجماعة في محاولة للتقرب منهم، لتجد نفسها ممزقة بشكل غير متوقع بين عالمين بعد أن تقع في الحب مع زعيم الجماعة ذو الشخصية الكاريزمية.

## طاقم التمثيل
- بريت مارلنج بدور سارة موس
- الكسندر سكارسجارد بدور بينجي
- إلين بيج بدور ايزي
- توبي كيبيل بدور دوك
- شيلوه فرنانديز بدور جوليا أورمند
- باتريسيا كلاركسون بدور شارون
- جيسون ريتر بدور تيم

## وصلات خارجية
- الموقع الرسمي
- الشرق على موقع IMDb (الإنجليزية)
- الشرق على موقع ميتاكريتيك (الإنجليزية)
- الشرق على موقع روتن توميتوز (الإنجليزية)
- الشرق على موقع نتفليكس (الإنجليزية)
- الشرق على موقع قاعدة بيانات الأفلام العربية
- الشرق على موقع ألو سيني (الفرنسية)
- الشرق على موقع أول موفي (الإنجليزية)
- الشرق على موقع بوكس أوفيس موجو (الإنجليزية)
- الشرق على موقع فيلمافينيتي (الإسبانية)
- الشرق على موقع قاعدة بيانات الأفلام السويدية (السويدية)
- الشرق في قاعدة بيانات الأفلام العربية